# Eieretende slang
De eieretende slang, ook wel Afrikaanse eierslang of Afrikaanse eieretende slang (Dasypeltis scabra) is een niet-giftige slang uit de familie toornslangachtigen (Colubridae) en de onderfamilie Colubrinae.

## Naam en indeling
De wetenschappelijke naam van de soort werd voor het eerst voorgesteld door Carl Linnaeus in 1758. Oorspronkelijk werd de wetenschappelijke naam Coluber scaber gebruikt.

## Uiterlijke kenmerken
De Afrikaanse eierslang wordt maximaal ongeveer een meter lang, maar de meeste exemplaren blijven aanzienlijk kleiner. De kop lijkt versmolten te zijn met de rest van het lichaam, terwijl bij de meeste soorten slangen er een duidelijke afsnoering te zien is tussen het lichaam en de kop. De kop heeft een afgeronde snuitvorm en heeft twee donkere chevron-vormige vlekken aan de bovenzijde. De ogen hebben een verticale pupil.
De basiskleur is grijsbruin met op de rug een lichtomrand donker vlekkenpatroon en op de flanken lichtomzoomde, donkere en dorsale strepen, die soms ook een bandering kunnen vormen. Ook een donkere streep van kop naar staart onderbroken door witte banden komt voor. De meeste exemplaren hebben donkerbruine, ovale vlekken op het midden van de rug die een lichter midden hebben. Een dergelijk vlekkenpatroon komt ook voor bij de zeer giftige soorten uit het geslacht zaagschubadders (Echis). Dit geen toeval; de Afrikaanse eierslang profiteert doordat opportunistische vijanden het dier verwarren en met rust laten. Deze vorm van camouflage wordt wel mimicry genoemd.

## Levenswijze
Deze slang heeft de gewoonte alleen de eieren van vogels te eten, het zijn een van de weinige ovivore dieren in de natuur. Het is even wonderlijk als simpel hoe ze dat doen; ze slikken het ei in één keer door. Daarna pas wordt de schaal gekraakt door uitsteeksels in de halswervels van de slang, waarna de vertering begint en de schaal wordt uitgebraakt. Een ei kan drie keer de grootte van de kop hebben. De uitrekking van de bek en huid is zo groot dat iedere andere slangensoort, ook wurgslangen erbij doen verbleken. Het zijn overigens niet de enige slangen die weleens eieren eten, enkele Elaphe-soorten, soorten uit het geslacht Elachistodon en de andere soort uit dit geslacht, D. atra. Omdat deze soort makkelijk is als het gaat om de voeding in vergelijking met andere slangen, ook kippeneieren kunnen worden gevoerd, is de Afrikaanse eierslang populair in terrarea en is er veel bekend over de levenswijze.
De slang klimt in bomen en struiken op zoek naar voedsel. Het reukvermogen is goed ontwikkeld om nesten op te sporen maar deze slang weet ook feilloos de rotte of te ver ontwikkelde exemplaren eruit te houden, want deze worden niet gegeten. Het liefst worden verse eieren gegeten van op de bodem broedende vogels. Deze soort heeft als uitzondering op de meeste andere slangen geen echte tanden, deze zouden alleen maar in de weg zitten.

## Verspreiding en habitat
De Afrikaanse eierslang komt voor in een groot deel van Afrika, met Zuid-Afrika als natuurlijke zuidgrens en de denkbeeldige lijn Ghana - Ethiopië als noordgrens. In het noorden en uiterste westen van het continent komt deze soort niet voor. De slang is aangetroffen in de landen Marokko, Mauritanië, Westelijke Sahara, Soedan, Ethiopië, Eritrea, Somalië, Gambia, Senegal, Guinee-Bissau, Ivoorkust, Benin, Burkina Faso, Ghana, Nigeria, Kameroen, Centraal-Afrikaanse Republiek, Equatoriaal-Guinea, Congo-Kinshasa, Congo-Brazzaville, Angola, Zambia, Oeganda, Rwanda, Burundi, Kenia, Tanzania, Malawi, Namibië, Botswana, Zimbabwe, [[Mozambique, Zuid-Afrika, Lesotho, Swaziland, Saoedi-Arabië en Jemen.
De habitat bestaat uit zowel vochtige als drogere tropische en subtropische bossen, scrublands, savannen]] en grasland. Ook in door de mens aangepaste streken zoals weilanden, plantages en landelijke tuinen kan de slang worden aangetroffen. De Afrikaanse eierslang heeft een voorkeur voor vochtige maar open gebieden in bosachtige streken waar de nesten van vogels kunnen worden beslopen.

## Beschermingsstatus
Door de internationale natuurbeschermingsorganisatie IUCN is de beschermingsstatus 'veilig' toegewezen (Least Concern of LC).